# Лафортюн, Франсуа (старший)
Франсуа Жак Флорентин Лафортюн (фр. François Jacques Florentin Lafortune, 10 января 1896 — ?) — бельгийский стрелок, чемпион мира.
Родился в 1896 году в Лёвене. В его семье были крепки спортивные традиции: он был братом стрелка Марселя Лафортюна и гимнаста Юбера Лафортюна, а его сын Франсуа Лафортюн-младший также стал стрелком. В 1924 году завоевал золотую медаль чемпионата мира, а на Олимпийских играх в Париже с командой занял 11-е место в стрельбе из произвольной винтовки с 400, 600 и 800 м, в индивидуальном же зачёте стал 19-м в стрельбе лёжа из произвольной винтовки с дистанции 600 м, и 42-м в стрельбе из скорострельного пистолета с дистанции 25 м. В 1930 году стал бронзовым призёром чемпионата мира. В 1936 году на Олимпийских играх в Берлине стал 39-м в стрельбе из произвольного пистолета с дистанции 50 м, и 40-м в стрельбе из малокалиберной винтовки лёжа с дистанции 50 м. В 1948 году на Олимпийских играх в Лондоне стал 23-м в стрельбе из малокалиберной винтовки лёжа с дистанции 50 м. В 1952 году на Олимпийских играх в Хельсинки стал 44-м в стрельбе из малокалиберной винтовки лёжа с дистанции 50 м, и 24-м в стрельбе из малокалиберной винтовки с трёх позиций с дистанции 50 м. В 1958 году стал бронзовым призёром чемпионата мира. В 1960 году на Олимпийских играх в Риме стал 54-м в стрельбе из малокалиберной винтовки лёжа с дистанции 50 м, и 31-м в стрельбе из малокалиберной винтовки с трёх позиций с дистанции 50 м.